# Chann McRae
William Chann McRae (Austin (Texas), 11 oktober 1971) is een voormalig Amerikaans wielrenner. Hij was profwielrenner tot en met het jaar 2003. Hij reed onder andere enkele jaren voor het team van US Postal Service. In 2002 werd hij Amerikaans kampioen op de weg.
Na zijn wielercarrière is hij zich gaan toeleggen op een carrière als triatleet. In 2005 eindigde hij met een tijd van 9:04.11 op een 58e plaats bij de Ironman Hawaï.

## Overwinning
2002
- Nationaal kampioenschap Verenigde Staten op de weg, Elite

## Resultaten in voornaamste wedstrijden
| Jaar | Ronde van Italië | Ronde van Frankrijk | Ronde van Spanje |
| ---- | ---------------- | ------------------- | ---------------- |
| 1996 |                  |                     | 108e             |
| 1999 | 48e              |                     | 19e              |
| 2000 | 17e              | opgave              |                  |
| 2001 |                  |                     | 96e              |